# Moisés Cavero Cazo
Moisés Cavero Cazo (Ayacucho, 23 de noviembre de 1885 – 17 de mayo de 1972, ibíd.) fue un maestro, dramaturgo, poeta, ensayista y escritor peruano. Escribió en quechua ayacuchano y castellano.

## Biografía
Moisés Cavero Cazo nació el 23 de noviembre de 1885 en la ciudad de Ayacucho. Estudió en el Seminario Conciliar San Cristóbal de Huamanga, teniendo la intención de volverse cura, pero acabó sus estudios como maestro y enseñó en escuelas de la ciudad. Fue también director de una residencia de estudiantes. Fue uno de los fundadores del Centro Cultural Ayacucho. Su primera pieza, Qisanpi sapan urpikuna (“Palomas solitarias en su nido”) fue publicada en Ayacucho por la Voz del Centro, probablemente a fines de los años 1910, y se estrenó en la Semana Santa en 1920, echado por el Círculo de Obreros Católicos de Ayacucho. Este drama en dos actos sobre tres hermanos huérfanos maltratados por el hacendado fue uno de los primeros en quechua ambientados en la actualidad y no en el tiempo inca. Fue exitoso por décadas, y en 1934, Cavero Cazo recibió un premio de la municipalidad de Ayacucho por su primer drama quechua. En 1939 hubo el estreno de una comedia en tres actos de Cavero Cazo, Kaypi wayta, wakpi kichka (“Aquí la flor, allá la espina”), sobre un noviazgo. El manuscrito de este drama fue perdido.
Rómulo Cavero Carrasco compuso también poemas y canciones, entre ella el Himno a Huamanga en 1957. Fue autor de algunos libros sobre la historia peruana (Historia de Huamanga, Algo de la Guerra con Chile) y la educación de los campesinos (Aporte a la castellanización del indígena, obra bilingüe, 1962). Falleció el 17 de mayo de 1972 en Huamanga.

## Obras

### Ensayos
- 1946: Historia de Huamanga.
- 1946: Algo de la Guerra con Chile.
- 1962: Aporte a la castellanización del indígena: obra bilingüe. Ayacucho: Imprenta "La Región".

### Dramas en quechua
- (sin fecha): Ccesanpi sapan urpicuna. Drama en dos actos, escrito en quechua. Ayacucho: Tipografía de “La Voz del Centro”. [Qisanpi sapan urpikuna (“Palomas solitarias en su nido”), estreno en 1920.]
- (inédito): Caipi Huayta, Huacpi Quichca. [Kaypi wayta, wakpi kichka (“Aquí la flor, allá la espina”), estreno en 1939.]

### Poesía en español y quechua
- 1957: Himno a Huamanga